# Ran Football
ran Football (auch als ran NFL, ran College Football bezeichnet) ist die Liveübertragung der Sportart American Football auf verschiedenen Fernsehsendern des Medienunternehmens ProSiebenSat.1 Media.
Vor allem wurde sie bei Übertragung der National Football League (kurz NFL) und des Super Bowls auf den deutschen Fernsehsendern Sat.1 (2012–2017), ProSieben Maxx (2015–2022) und ProSieben (2017–2023) sowie auf der Website ran.de genutzt. Die NFL ist die höchste US-amerikanische Profiliga in American Football und der Super Bowl ist das Endspiel der NFL.
Das Medienunternehmen ProSiebenSat.1 Media verlängerte die Übertragungsrechte der NFL im Februar 2020 bis einschließlich zur Saison 2022/23 und verlor dann in einem neuen Bieterprozess im September 2022 die Exklusiv-Rechte an den Übertragungen der NFL im frei empfangbaren Fernsehen an die Mediengruppe RTL Deutschland bis 2028.

## Geschichte

### Vorgeschichte
Von 1998 bis 2003 wurden auf Sat.1 unter dem Titel ran – Sat.1-Football Highlights der Spiele aus der NFL und NFL Europe sowie die Liveübertragungen der beiden Endspiele Super Bowl und World Bowl gezeigt. Ab 2006 war der Super Bowl stets im Ersten zu sehen. Er wurde mit eigenen Kameras vor Ort sowie mit deutschen Kommentatoren übertragen.

### 2012 bis 2015: Start mit dem Super Bowl auf Sat.1
Anfang Dezember 2011 wurde bekannt, dass ProSiebenSat.1 Media die Übertragungsrechte am Super Bowl 2012 vom Vermarkter IMG gesichert hatte. Sie umfasst die Rechte für die Liveübertragung im Fernsehprogramm von Sat.1 sowie im Internet auf der Website ran.de. ran Football: Super Bowl XLVI wurde in der Nacht vom 5. auf den 6. Februar 2012 aus dem Lucas Oil Stadium in Indianapolis von ran-Moderator Matthias Killing moderiert. Zudem wurde das Spiel von Frank Buschmann und Jan Stecker kommentiert. Andrea Kaiser berichtete als Reporterin von einer Football-Party in Düsseldorf.
Zusätzlich zum Super Bowl übertrug Sat.1 2013 mit dem AFC Championship Game eines der beiden Halbfinalspiele der NFL. Vom NFC Championship Game wurden lediglich Highlights auf Sat.1 gezeigt. Beide Spiele wurden live auf der Website ran.de ausgestrahlt. Für die Übertragung des NFC-Spiels übernahm die Website das Signal von Puls 4. Der Super Bowl 2013 wurde erneut vor Ort von Frank Buschmann und Jan Stecker moderiert und kommentiert. Aufgrund eines 36-minütigen Stromausfalls während des Super Bowls kommentierten der Sportkommentator Jörg Opuchlik in München sowie Fieldreporter Florian Bauer vor Ort in New Orleans kurzfristig das Spiel.
Für 2014 und 2015 sicherte ProSiebenSat.1 Media erneut die Übertragungsrechte vom NFL-Rechtevermarkter IMG. Sie beinhalteten neben dem Super Bowl 2014 drei von vier Divisional Playoff-Spiele, wobei nur zwei Spiele live auf Sat.1 ausgestrahlt wurden. Vom dritten Spiel wurden nur Highlights gezeigt. Alle drei Spiele wurden stattdessen live auf der Website ran.de übertragen. Des Weiteren wurde auf Sat.1 und ran.de das NFC Championship Game live ausgestrahlt; vom AFC Championship Game wurden nur Highlights gezeigt. 2015 wurde wie im Vorjahr gehandhabt, wobei diesmal das AFC Championship Game live auf Sat.1 ausgestrahlt wurde.

### 2015 bis 2017: Erweiterung mit der NFL Regular Season auf ProSieben Maxx
Im Juli 2015 wurde bekannt, dass ProSiebenSat.1 Media die Übertragungsrechte an der regulären NFL-Spielsaison sowie der Play-offs für drei Jahre gesichert hat. Pro Spieltag werden in der Regel zwei Spiele am Sonntag live auf ProSieben Maxx übertragen. Neben den Conference Championships (3. Runde der Play-offs) und Divisional Playoffs (2. Runde der Play-offs), die schon in den Vorjahren ausgestrahlt wurden, wurden erstmals die Wild Card Playoffs (1. Runde der Play-offs), Pro Bowl (All-Star-Game), Kickoff-Game (1. Spiel der Saison) und der NFL Draft gezeigt. Außerdem werden erstmals Preseason-Spiele auf ProSieben Maxx ausgestrahlt.
Um das ran Football-Team, bestehend aus Frank Buschmann und Jan Stecker, zu entlasten wurde im August und September 2015 ein Kommentatorencasting unter dem Hashtag #lasstmichran veranstaltet. Als Sieger kam Florian Schmidt-Sommerfeld hervor, der am 4. Oktober 2015 erstmals ein Livespiel kommentieren durfte.
Die Spiele aus der regulären Spielsaison werden aus dem ran-Studio in Unterföhring, München durch zwei Personen aus dem ran Football-Team moderiert und kommentiert. Dabei wird das Übertragungssignal des US-amerikanischen Senders, der das jeweilige Spiel zeigt, übernommen. Icke Dommisch tritt als Social-Media-Reporter in jeder Sendung auf.
Die beiden Spielsaisons 2015 und 2016 wurden auf ProSieben Maxx und die Play-offs in den Jahren 2016 und 2017 auf Sat.1 sowie ProSieben Maxx übertragen. Die Super Bowls 2016 und 2017 wurden weiterhin auf Sat.1 ausgestrahlt.
Mitte Oktober 2016 wurde bekannt, dass Frank Buschmann die Sendung nach dem Super Bowl 2017 verlassen wird. Auch Florian Schmidt-Sommerfeld verließ die Sendung im Mai 2017. Beide unterschrieben exklusive Verträge bei Sky Deutschland.
Am 14. und 15. Januar 2017 fanden erstmals und einmalig die Liveübertragungen mit Studiopublikum statt. Die insgesamt 100 Studiotickets wurden innerhalb von einer Stunde verkauft.

### 2017 bis 2019: Senderwechsel der Übertragungen von Sat.1 zu ProSieben
Um die Abgänge von Buschmann und Schmidt-Sommerfeld zu kompensieren wurde im April und Mai 2017 erneut ein Kommentatorencasting unter dem Hashtag #lasstmichran veranstaltet. Als Sieger kam Mattis Oberbach hervor, der am 10. September 2017 erstmals ein Livespiel zusammen mit Carsten Spengemann auf ran.de  kommentierte. Spengemann wurde daraufhin ebenfalls als Moderator und Kommentator für die TV-Sendung verpflichtet.
Anfang September 2017 gab ProSiebenSat.1 Media bekannt, dass sie für mindestens zwei weitere Jahre die Übertragungsrechte gesichert haben. Jedoch werden die Spiele nicht mehr in Sat.1, sondern bei ProSieben gezeigt. Dieser Sender zeigt seit der Saison 2017 das Kickoff-Game und seit 2018 den Super Bowl. Die Play-offs werden ebenfalls seit 2018 bei ProSieben und ProSieben Maxx ausgestrahlt. Des Weiteren werden seit der Saison 2017 pro Spieltag drei Spiele gezeigt (zwei Spiele: ProSieben Maxx, ein Spiel: ran.de).
Am 2. Dezember 2018 wurde erstmals ein reguläres Spiel der NFL-Spielsaison live vor Ort kommentiert.

### Seit 2019: Erweiterung mit College Football und European League of Football und vorläufiges Ende der Übertragungen der NFL
Ende Juni 2019 wurde bekannt, dass ProSieben Maxx Saisonspiele des US-amerikanischen College Footballs live ab dem 31. August 2019 samstags zwischen 17:45 Uhr bis 22:00 Uhr zeigen wird.
Ende August 2019 verlängerte ProSiebenSat.1 Media den Vertrag für die Übertragungsrechte der NFL um mindestens zwei weitere Jahre.
2021 sicherte sich Seven.One Sports die Rechte an der European League of Football, einer neu gegründeten professionalisierten Liga für American Football in Europa. ProSieben Maxx zeigt insgesamt 13 Spiele, wöchentlich ein Spiel sowie beide Halbfinale und das Finale. Weiterhin wird jeweils ein Spiel pro Spieltag auf ran.de gezeigt.
Am 6. September 2022 gab die Mediengruppe RTL Deutschland bekannt, dass man, beginnend mit der Saison 2023, die Exklusiv-Rechte an den Übertragungen der NFL im frei empfangbaren Fernsehen erworben hat. Durch diesen Rechteerwerb der Mediengruppe RTL Deutschland sind die NFL-Übertragungen unter der Dachmarke ran mit dem Super Bowl LVII in der Nacht vom 11. Februar 2023 auf den 12. Februar 2023 vorerst geendet.

## Übersicht der Fernsehübertragungen
Während von 2012 bis 2015 nur Sat.1 NFL-Spiele im Fernsehen live übertragen hat, zeigte ProSieben Maxx ab der NFL-Saison 2015 neben Sat.1 ebenfalls NFL-Spiele live. 2017 stieg Sat.1 nach dem Super Bowl im Februar aus den Fernsehübertragungen aus; seit der NFL-Saison 2017 zeigte ProSieben zusammen mit ProSieben Maxx die Spiele live.
| Veranstaltung                                          | von  | bis  | Sender         | Bemerkungen                                |
| ------------------------------------------------------ | ---- | ---- | -------------- | ------------------------------------------ |
| NFL: Super Bowl (Finale der NFL)                       | 2012 | 2017 | Sat.1          |                                            |
| NFL: Super Bowl (Finale der NFL)                       | 2018 | 2023 | ProSieben      |                                            |
| NFL: Conference Championships (3. Runde der Play-offs) | 2013 | 2017 | Sat.1          | 1 von 2 Spielen (außer 2016: beide Spiele) |
| NFL: Conference Championships (3. Runde der Play-offs) | 2017 | 2017 | ProSieben Maxx | 1 von 2 Spielen                            |
| NFL: Conference Championships (3. Runde der Play-offs) | 2018 | 2023 | ProSieben      | beide Spiele                               |
| NFL: Divisional Playoffs (2. Runde der Play-offs)      | 2014 | 2017 | Sat.1          |                                            |
| NFL: Divisional Playoffs (2. Runde der Play-offs)      | 2016 | 2019 | ProSieben Maxx |                                            |
| NFL: Divisional Playoffs (2. Runde der Play-offs)      | 2018 | 2023 | ProSieben      |                                            |
| NFL: Kickoff-Game (1. Spiel der Saison)                | 2015 | 2016 | Sat.1          |                                            |
| NFL: Kickoff-Game (1. Spiel der Saison)                | 2017 | 2022 | ProSieben      |                                            |
| NFL: Regular Season                                    | 2015 | 2022 | ProSieben Maxx | pro Spieltag zwei Spielübertragungen       |
| NFL: Regular Season                                    | 2022 | 2023 | ProSieben      | Senderwechsel für Rest der Saison          |
| NFL: International Series (Spiele außerhalb der USA)   | 2015 | 2021 | ProSieben Maxx |                                            |
| NFL: International Series (Spiele außerhalb der USA)   | 2017 | 2022 | ProSieben      |                                            |
| NFL: Wild Card Playoffs (1. Runde der Play-offs)       | 2016 | 2022 | ProSieben Maxx |                                            |
| NFL: Wild Card Playoffs (1. Runde der Play-offs)       | 2016 | 2017 | Sat.1          |                                            |
| NFL: Wild Card Playoffs (1. Runde der Play-offs)       | 2018 | 2023 | ProSieben      |                                            |
| NFL: Pro Bowl (All-Star-Game)                          | 2016 | 2023 | ProSieben Maxx |                                            |
| NFL Draft                                              | 2016 | 2022 | ProSieben Maxx |                                            |
| NFL: Preseason                                         | 2016 | 2022 | ProSieben Maxx | 3 Spiele (außer 2016–2018: 2 Spiele)       |
| College Football                                       | 2019 | –    | ProSieben Maxx | pro Spieltag zwei Spielübertragungen       |
| ELF: Regular Season                                    | 2021 | –    | ProSieben Maxx | pro Spieltag ein Spiel                     |
| ELF: Play-Offs                                         | 2021 | –    | ProSieben Maxx |                                            |
| ELF Championship Game                                  | 2021 | –    | ProSieben Maxx |                                            |

## Team
| Mitwirkende                          | von  | bis  | Funktion                        | Bemerkungen                                          |
| ------------------------------------ | ---- | ---- | ------------------------------- | ---------------------------------------------------- |
| Volker Schenk                        | 2014 | –    | Experte, Kommentator            |                                                      |
| Christoph „Icke“ Dommisch            | 2015 | –    | Social-Media-Reporter           |                                                      |
| Uwe Morawe                           | 2015 | –    | Kommentator                     |                                                      |
| Roman Motzkus                        | 2015 | –    | Experte, Kommentator            |                                                      |
| Max Zielke                           | 2016 | –    | Reporter, Social-Media-Reporter |                                                      |
| Tobias Hock                          | 2016 | –    | Social-Media-Reporter           |                                                      |
| Carsten Spengemann                   | 2017 | –    | Moderator, Kommentator          |                                                      |
| Mattis Oberbach                      | 2017 | –    | Kommentator                     | Gewinner der #lassmichran-Kommentatoren-Casting 2017 |
| Markus Krawinkel                     | 2017 | –    | Kommentator                     |                                                      |
| Kasim Edebali                        | 2017 | –    | Experte                         |                                                      |
| Frank Buschmann                      | 2012 | 2017 | Moderator, Kommentator          |                                                      |
| Jan Stecker                          | 2012 | 2023 | Moderator, Kommentator, Experte |                                                      |
| Matthias Killing                     | 2012 | 2012 | Moderator                       | v. a. Super Bowl, Kickoff-Game                       |
| Matthias Killing                     | 2015 | 2017 | Moderator                       | v. a. Super Bowl, Kickoff-Game                       |
| Andrea Kaiser                        | 2012 | 2012 | Reporterin                      | v. a. Super Bowl                                     |
| Andrea Kaiser                        | 2015 | 2017 | Reporterin                      | v. a. Super Bowl                                     |
| Florian Bauer                        | 2013 | 2013 | Fieldreporter                   |                                                      |
| Jörg Opuchlik                        | 2013 | 2017 | Kommentator                     |                                                      |
| Florian „Schmiso“ Schmidt-Sommerfeld | 2015 | 2017 | Moderator, Kommentator          | Gewinner des #lassmichran-Kommentatoren-Casting 2015 |
| Patrick Esume                        | 2015 | 2023 | Experte, Kommentator, Moderator |                                                      |
| Markus Kuhn                          | 2016 | 2019 | Experte                         | Wechsel zu DAZN                                      |
| Shuan Fatah                          | 2017 | 2017 | Experte                         |                                                      |
| Sebastian Vollmer                    | 2017 | 2019 | Experte                         | Wechsel zu DAZN                                      |
| Björn Werner                         | 2017 | 2023 | Experte                         |                                                      |

## Weitere Fernsehsendungen

### #ranNFLsüchtig
#ranNFLsüchtig ist ein halbstündiges Magazin, das seit dem 11. September 2016 sonntags ab 18:30 Uhr live auf ProSieben Maxx ausgestrahlt wird. In der von Icke Dommisch moderierten Sendung werden Highlights der aktuellen NFL-Saison unter Einbeziehung der Fangemeinde via Twitter und Facebook mit wechselnden Gästen besprochen.
Ab dem 8. September 2019 wird das wöchentliche Magazin um eine halbe Stunde verlängert und startet somit um 18:00 Uhr.

### Coach’s Corner
Coach’s Corner war ein halbstündiges Magazin, das vom 12. September 2017 bis zum 23. Januar 2018 dienstags ab ca. 22:30 Uhr auf ProSieben Maxx ausgestrahlt wurde. Patrick Esume und Christoph „Icke“ Dommisch besprachen und analysierten die Highlights der Sonntag- und Montagsspiele.

### Touchdown – das #ranNFL Magazin
Touchdown – das #ranNFL Magazin war ein halbstündiges Magazin, das in der NFL-Saison 2019 freitags ab 19:45 Uhr live auf ProSieben Maxx ausgestrahlt wurde. Dort wurden Highlights und Hintergrundinformationen der Donnerstagsspiele der NFL mit wechselnden Gästen besprochen sowie Ausblick auf die Spiele des kommenden Spieltages gegeben. Moderiert wurde sie von Christoph „Icke“ Dommisch.

## Rezeption

### Auszeichnungen
- Das Team von ran NFL und ran Football mit dem Deutschen Fernsehpreis 2022Deutscher Fernsehpreis

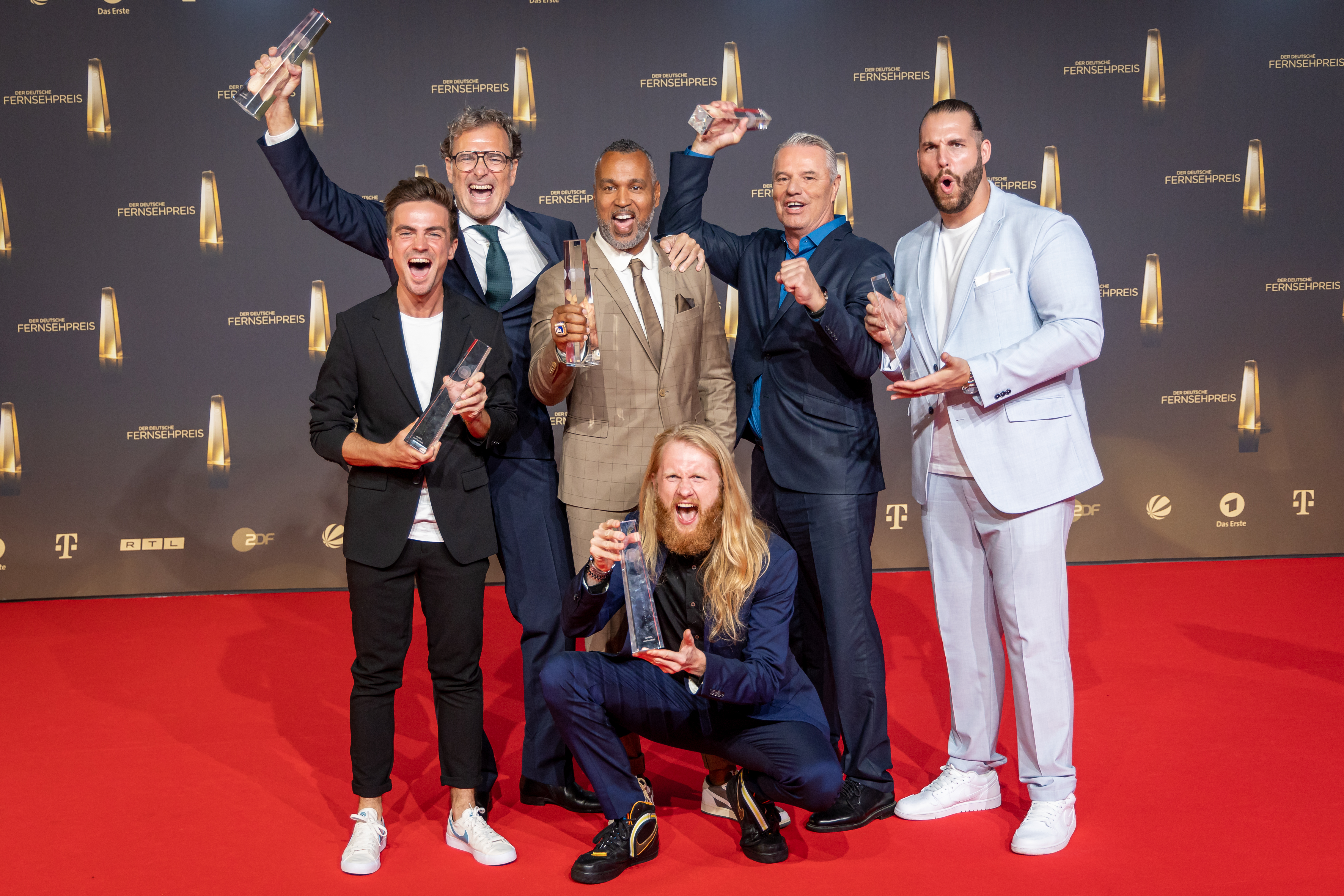
Das Team von ran NFL und ran Football mit dem Deutschen Fernsehpreis 2022

  - 2013: Nominierung in der Kategorie Beste Sportsendung für die Berichterstattung bei ran Football – Der NFL Super Bowl 2013 durch Frank Buschmann und Jan Stecker (Kommentar und Moderation) sowie Florian Bauer (Field Reporter)
  - 2019: Auszeichnung in der Kategorie Beste Sportsendung
  - 2022: Auszeichnung in der Kategorie Beste Sportsendung
- PromaxBDA Europe Awards
  - 2017: Nominierung in der Kategorie Consumer or trade print ad für die Print-Werbekampagne NFL 2016: Bizeps
- Quotenmeter-Fernsehpreis
  - 2016: Auszeichnung in der Kategorie Beste Sportberichterstattung
  - 2017: Auszeichnung in der Kategorie Beste Sportberichterstattung
  - 2018: Auszeichnung in der Kategorie Beste Sportberichterstattung

- Horizont Sport Business Award
  - 2022: Medium des Jahres

### Einschaltquoten
Super Bowl
Regular Season